# دوريس دانا
دوريس دانا (بالإنجليزية: Doris Dana)‏ هي كاتِبة ومترجمة أمريكية، ولدت في 1920 في نيويورك في الولايات المتحدة، وتوفيت في 28 نوفمبر 2006 في نابولي في إيطاليا.